# Akino Arai
Pour les articles homonymes, voir Arai (homonymie).
Akino Arai (新居 昭乃, Arai Akino, née le 21 août 1959) à Tokyo, est une compositrice et interprète japonaise.

## Biographie
En 2013, lors d'un passage à Paris, Akino Arai déclare être inspirée notamment par la chanteuse anglaise Kate Bush.

## Discographie

### Album
|    | Date de sortie | Titre               | Numéro                                    |
| -- | -------------- | ------------------- | ----------------------------------------- |
| 1  | 1986.10.21     | Natsukashii Mirai   | VDR-1284                                  |
| 2  | 1997.10.22     | Sora no Niwa        | VICL-60043                                |
| 3  | 2000.05.24     | Furu Platinum       | VICL-60549                                |
| 4  | 2004.09.08     | Eden                | VICL-61214                                |
| 5  | 2009.04.29     | Sora no Sphere      | VIDL-30073                                |
| 6  | 2012.04.25     | Red Planet          | VTCL-60301                                |
| 7  | 2012.04.25     | Blue Planet         | VTCL-60302                                |
| 8  | 2016.08.21     | Little Piano Plus   | VTCL-60430                                |
| 10 | 2017.06.14     | Smile               | APHL-0008                                 |
| 11 | 2019.12.18     | Tsubame             | VTCL-60511 (CD) VTZL-163 (CD+DVD limitée) |
| 12 | 2022.03.27     | Mitsubachi no haoto | APHL-0018                                 |
| 13 | 2024.09.01     | Botanical Note      | APHL-0021                                 |

### Best & Collection Album
|   | Date de sortie | Titre          | Numéro                                   |
| - | -------------- | -------------- | ---------------------------------------- |
| 1 | 1997.08.21     | Sora no Mori   | VICL-60042                               |
| 2 | 2002.04.24     | RGB            | VICL-60869                               |
| 3 | 2005.11.23     | Sora no Uta    | VICL-61797 (CD) VIZL-57 (CD+DVD limitée) |
| 4 | 2019 12 18     | Another Planet | VTCL-60512                               |

#### Concept Album
|   | Date de sortie | Titre         | Numéro     |
| - | -------------- | ------------- | ---------- |
| 1 | 2001.05.23     | Kouseki Radio | VICL-60721 |

## Autres contributions
Elle a participé à plusieurs projets autour de l'animation japonaise (Please Save My Earth, Les Chroniques de la guerre de Lodoss, Macross Plus, etc.).
Elle a composé, écrit, chanté et partiellement arrangé la musique de fin de l'anime Noir, disponible sur le CD Noir Soundtrack 1.

## Concerts en Europe
- 24 mars 2006 : Berlin
- 26 mars 2006 : Paris
- 10 et 11 avril 2009 : Paris (L'Européen, 17e arrondissement)
- 28 février et 1er mars 2013 : Paris (Pan Piper,  11e arrondissement)
- 2 mars 2013 : Monaco (lors du Monaco Anime Game Show)